# Alife
Alife ist eine italienische Gemeinde mit 7389 Einwohnern (Stand 31. Dezember 2023) in der Provinz Caserta in Kampanien. Sie ist Bestandteil der Comunità Montana del Matese. Die Gemeinde liegt etwa 27 Kilometer nördlich von Caserta und etwa 55 Kilometer nordnordöstlich von Neapel am Volturno. Nördlich von Alife liegt der Parco Regionale del Matese.

## Geschichte
Im historischen Gebiet Samnium gelegen, hat die heutige Stadt ihre Wurzeln in der Zeit der Samniter und der Osker – im 4. Jahrhundert vor Christus. Nach den Samnitenkriegen wurde die Ortschaft als oppidum wieder errichtet. In römischer Zeit hieß die Stadt Allifae oder Alifae (altgriechisch Ἀλλιφαί Alliphai).
Um 499 wird von dem ersten Bischof, Clarus, berichtet. Um 1320 hatte Alife etwa 5000 bis 6000 Einwohner und entsprach nach dem damaligen Verhältnissen einer größeren Stadt. 1349 und 1456 kam es dann zu verheerenden Erdbeben, die die Stadt schwer trafen. 1914 wurde Alife an das Eisenbahnnetz angeschlossen. 1995 wurde ihr der Titel Città (Stadt) zuerkannt.

## Persönlichkeiten
- Die Familie Acilius, die in der Nähe von Alife ein Mausoleum hatte
- Alexander von Telese, Benediktinermönch und Abt im 12. Jahrhundert, Chronist
- Marino Bulcani († 1394), Kardinal, vermutlich in Alife geboren
- Theodora Petraliphaina (um 1225 – nach 1270), Heilige der Orthodoxen Kirche, ursprünglich aus Alife

## Gemeindepartnerschaften
Alife unterhält eine inneritalienische Partnerschaft mit Alatri in der Provinz Frosinone sowie eine Partnerschaft mit dem polnischen Głowno in der Woiwodschaft Łódź.

## Verkehr
Die Ferrovia Alifana verkehrt nicht mehr in dem früheren Umfang. Mittlerweile ist Alife nur noch Haltepunkt an der Bahnstrecke von Santa Maria Capua Vetere nach Piedimonte Matese. Durch die Gemeinde führen ferner die Strada Statale 372 Telesina, die Strada Statale 158 della Valle del Volturno und im Süden die Strada statale 87 Sannitica.